# Ulica Zaułek w Bytomiu
Ulica Zaułek w Bytomiu – jedna z najstarszych ulic w Bytomiu łącząca dzisiejszy Rynek z ulicą Dzieci Lwowskich, do 1945 r. sięgała do nieistniejącej dziś Bäckerstraße. Ulica ta wymieniana jest już w dokumentach datowanych na wczesne średniowiecze. Zaułek jest utrwalonym śladem głównej osi miasta łączących Bramę Pyskowicką i Krakowską. Pierwotnie wyłożona dębowymi deskami, swoją obecną brukowaną formę uzyskała w drugiej połowie XIX wieku. Do roku 1945 ulica nosiła nazwę Rosengasse.

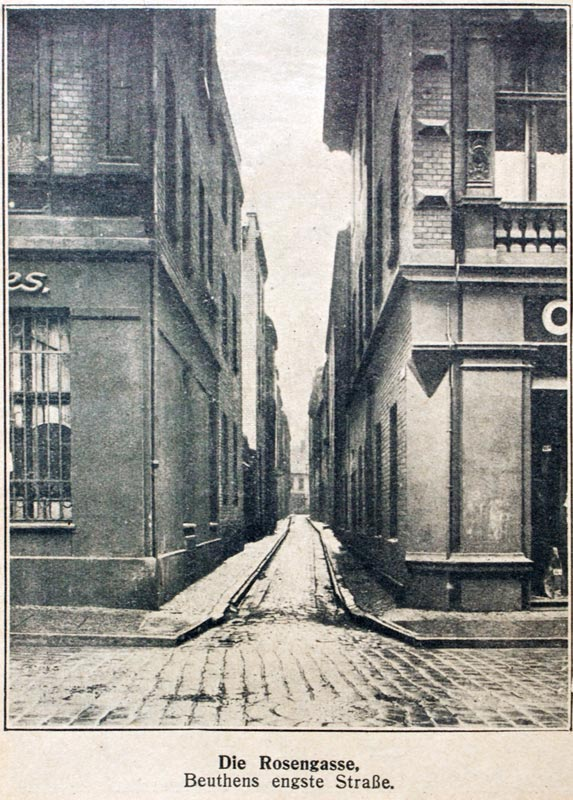
Rosengasse na zdjęciu w tygodniku „Oberschlesien im Bild”, nr 20, 1925

W 2022 roku ulica została zrewitalizowana.